# IC 448
IC 448 је рефлексиона маглина у сазвјежђу Једнорог која се налази на листи објеката дубоког неба у Индекс каталогу.
Деклинација објекта је + 7° 23' 18" а ректасцензија 6h 32m 45,0s. IC 448 је још познат и под ознакама LBN 930, DG 107.